# Glandes palatines
Les glandes palatines sont de petites glandes salivaires formant une couche continue entre la muqueuse du palais mou et le périoste du palais dur.
Ce sont des glandes muqueuses situées autour de la luette de chaque côté de la ligne médiane.